# Irving Glacier (glaciär i Antarktis)
Irving Glacier är en glaciär i Antarktis. Den ligger i Östantarktis. Nya Zeeland gör anspråk på området. Irving Glacier ligger 1 563 meter över havet.
Terrängen runt Irving Glacier är lite kuperad. Trakten är obefolkad. Det finns inga samhällen i närheten.